# Orit Farkasch-Hacohen

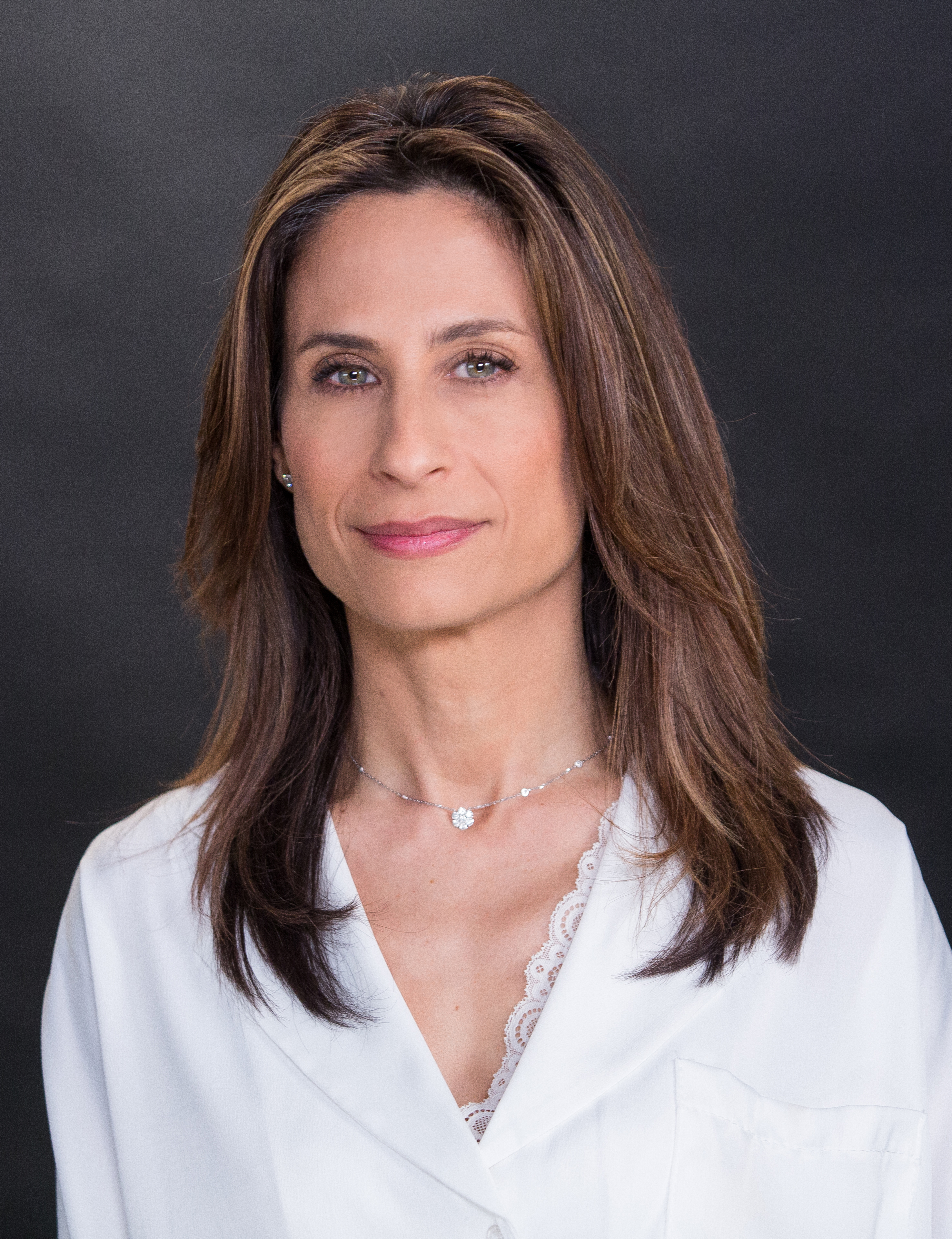
Orit Farkasch-Hacohen (2019)

Orit Farkasch-Hacohen (* 29. Dezember 1970 in Petach Tikwa, Israel) ist eine israelische Politikerin der Partei Kachol Lavan („Blau-Weiß“). Von Juni 2021 bis Dezember 2022 war sie Wissenschaftsministerin von Israel.

## Biografie
Orit Farkasch-Hacohen wurde in Petach Tikwa als Tochter von Michael Farkash und Shoshana Farkash (geb. Messenberg) geboren. Sie wuchs in Aschdod auf und besuchte die Amana-Schule in Kfar Saba. Sie entschied sich, ihren Wehrdienst im Sha'arei Tzedek Medical Center in Jerusalem abzuleisten, anstatt sich den israelischen Streitkräften anzuschließen. Nach Beendigung ihres Dienstes studierte sie Jura an der Hebräischen Universität Jerusalem. Nach einem Amts- und Obergerichtspraktikum bei Dalia Dorner arbeitete sie als Anwältin. Nach fünf Jahren in der Kanzlei wechselte sie in leitender Position zur Kartellbehörde.
2003 wurde Farkasch-Hacohen Rechtsberaterin der Elektrizitätsbehörde. Zwischen 2006 und 2007 besuchte sie die Harvard University und erwarb im Rahmen eines Stipendiums einen Master-Abschluss in öffentlicher Verwaltung. Sie wurde im September 2011 zur vorübergehenden Vorsitzenden der Elektrizitätsbehörde ernannt und erhielt die Stelle im darauffolgenden März auf Dauer. 2015 wurde sie von der Regierung entlassen, nachdem sie sich gegen das Erdgasmonopol des Landes ausgesprochen hatte. 2017 wechselte sie als Leiterin der Abteilung für Energie, Regulierung und Infrastruktur zu Goldfarb Seligman & Co.
Farkasch-Hacohen trat 2019 der neuen Partei Chosen LeJisra’el bei. Nachdem die Partei bei den Knesset-Wahlen im April 2019 der Blau-Weißen-Allianz beigetreten war, erhielt sie den fünfzehnten Platz auf der gemeinsamen Liste. Sie wurde bei den Parlamentswahlen als Abgeordnete in die Knesset gewählt, da die Allianz 35 Sitze gewann. Im September 2019 und März 2020 wurde sie wiedergewählt. Im Mai 2020 wurde sie zur Ministerin für strategische Angelegenheiten der neuen Regierung ernannt. Nach ihrer Ernennung legte sie ihren Sitz in der Knesset nach nieder. Angesichts des Rücktritts von Asaf Zamir aus der Regierung verließ Farkasch-Hacohen im November 2020 das Ministerium für strategische Angelegenheiten, um Zamir als Tourismusministerin zu ersetzen. Bei den Wahlen im März 2021 wurde sie erneut in die Knesset gewählt und in der folgenden Regierung zur Ministerin für Wissenschaft, Technologie und Raumfahrt ernannt. Anschließend trat sie wieder aus der Knesset aus und wurde durch Ruth Wasserman Lande ersetzt. Ihre Amtszeit als Ministerin endete mit dem Regierungswechsel Ende Dezember 2022. 

## Persönliches
Farkasch-Hacohen ist mit Oded Hacohen verheiratet. Das Paar hat vier Kinder und lebt in Jerusalem.

## Kabinette
- Kabinett Netanjahu V
  - Ministerin für strategische Angelegenheiten (2020)
  - Ministerin für Tourismus (2020–2021)
- Kabinett Bennett-Lapid
  - Ministerin für Wissenschaft und Technologie (seit 2021)